# Maximilian Reinelt
Maximilian Reinelt, född den 24 augusti 1988 i Ulm i Tyskland, död den 9 februari 2019, var en tysk roddare.
Han tog OS-guld i åtta med styrman i samband med de olympiska roddtävlingarna 2012 i London.
Vid de olympiska roddtävlingarna 2016 i Rio de Janeiro tog han silver i åtta med styrman.